# Placerville (Kalifornia)
Placerville város az Amerikai Egyesült Államok Kalifornia államában, El Dorado megyében, melynek megyeszékhelye. Lakosainak száma 10 747 fő (2020. április 1.).

## Népesség
A település népességének változása:

| 2010 | 10 389 |
| 2020 | 10 747 |